# Tadeusz Rolski
Tadeusz Henryk Rolski (ur. 18 sierpnia 1906 w Przeworsku, zm. 27 września 1991 w Warszawie) – podpułkownik pilot Polskich Sił Powietrznych.

## Życiorys
W 1926 roku, będąc absolwentem gimnazjum w Jarosławiu, przeszedł unitarny kurs podchorążych piechoty. Rok później rozpoczął naukę w Szkole Podchorążych Lotnictwa w Dęblinie, którą ukończył z 5. lokatą (IV promocja z 1930 roku). W stopniu podporucznika obserwatora został przydzielony do 54 eskadry liniowej 5 pułku lotniczego w Lidzie, gdzie służył dwa lata. Po ukończeniu kursu pilotażu w Centrum Wyszkolenia Oficerów Lotnictwa w Dęblinie w 1932 (instruktor Stanisław Brzezina), służył w 5 pułku lotniczym jako pilot, a w 1933 ukończył Kurs Wyższego Pilotażu w Grudziądzu i został dowódcą eskadry szkolnej w 5 pułku lotniczym. W tym samym roku otrzymał przydział do 142 eskadry myśliwskiej w Toruniu. Następnie ukończył kurs instruktorski na Kursie Wyższego Pilotażu. Był oficerem taktycznym III/4 dywizjonu myśliwskiego, a od września 1938 – dowódcą 141 eskadry myśliwskiej. W 1935 roku przez jeden sezon był instruktorem wyższego pilotażu w Grudziądzu.
Brał udział w kampanii wrześniowej (w stopniu kapitana). 2 września, po śmierci kpt. Laskowskiego, został dowódcą III/4 dywizjonu myśliwskiego. W czasie walk wrześniowych uzyskał dwa zestrzelenia pewne (3 i 6 września) oraz zaliczono mu dwa samoloty uszkodzone (2 i 6 września).
W połowie września, wraz z grupą pilotów, został wysłany do Rumunii w celu odebrania samolotów francuskich i angielskich, które miały przypłynąć do Konstancy (samoloty te nigdy nie dotarły do Polski). 17 września przekroczył granicę rumuńską i przez Syrię dotarł do Francji.
Po przeszkoleniu na samolotach Morane-Saulnier MS.406 miał objąć dowództwo nowo formowanego dywizjonu myśliwskiego, jednak nie doszło do tego wobec upadku Francji. Przez Oran w Afryce Północnej dostał się do Wielkiej Brytanii.
W sierpniu 1940 roku został organizatorem i pierwszym dowódcą 306 dywizjonu „Toruńskiego”. 1 listopada 1940 roku objął dowództwo 306 dywizjonu. 2 lipca 1941 roku został dowódcą 1 Polskiego Skrzydła Myśliwskiego w Northolt, a od 1 sierpnia dowodził samodzielnie, po odejściu współdowodzącego Kanadyjczyka W/Cdr Kenta. W ten sposób Tadeusz Rolski został pierwszym w strukturach RAF dowódcą Skrzydła spoza Wspólnoty Brytyjskiej. Funkcję dowódcy 1 PSM pełnił do 17 kwietnia 1942 roku. W tym okresie zaliczono mu pewne zestrzelenie jednego wrogiego myśliwca, pięć zestrzeleń prawdopodobnych oraz jedno uszkodzenie, został też odznaczony Orderem Virtuti Militari. Rolski był także pierwszym nie-Brytyjczykiem odznaczonym medalem Distinguished Service Order.
Od kwietnia 1942 roku służył w dziale planowania operacyjnego 11 Grupy Myśliwskiej, zaś od 25 września był zastępcą Polskiego Oficera Łącznikowego w Dowództwie Lotnictwa Myśliwskiego RAF.
Następnie (od marca 1943) jako ppłk pil. w randze brytyjskiego wing commandera był oficerem łącznikowym w dowództwie RAF Western Desert Polskiego Zespołu Myśliwskiego w Afryce. Według niektórych źródeł Rolski dowodził na zmianę z kpt. pil. Stanisławem Skalskim.
Po powrocie do Anglii, 20 października 1943 roku został organizatorem i dowódcą 18 Polskiego Sektora Myśliwskiego. Był to pierwszy w RAF przypadek objęcia dowództwa tego szczebla przez obcokrajowca. Od 25 lutego 1944 roku pełnił funkcję zastępcy szefa Sztabu Naczelnego Wodza do spraw lotnictwa.
Od 17 lutego 1945 roku był dowódcą 3 Polskiego Skrzydła Myśliwskiego. Po zakończeniu wojny w Europie został pierwszym nie-Brytyjczykiem na stanowisku dowódcy Stacji RAF Coltishall.
W 1948 roku powrócił do Polski, gdzie podjął pracę w PLL LOT, jednak 31 grudnia 1949 roku został zwolniony z powodów politycznych. Od 1959 roku pracował w Departamencie Lotnictwa Cywilnego Ministerstwa Transportu. W 1972 roku przeszedł na emeryturę i mieszkał w Warszawie, gdzie zmarł 27 września 1991 roku. Pochowany na Powązkach Wojskowych (kwatera C30-X-29).
Swoje wojenne wspomnienia opisał w książce pt. Uwaga, wszystkie samoloty!.
Dla upamiętnienia zasług płk. pil. Tadeusza Rolskiego w służbie dla Ojczyzny, Minister Obrony Narodowej Bogdan Klich podjął decyzję o przyjęciu z dniem 11 czerwca 2008 roku przez 22 Ośrodek Dowodzenia i Naprowadzania w Bydgoszczy imienia patrona – płk. pil. Tadeusza Rolskiego.

Jego imię nosi jedna z ulic w Przeworsku.
W dniu 18 października 2019 Instytut Pamięci Narodowej w Rzeszowie  nadał pośmiertnie płk. pil. Tadeuszowi Rolskiemu Honorową Nagrodę Świadek Historii.

## Zwycięstwa powietrzne
Na liście Bajana sklasyfikowany został na 67. pozycji z 3 pewnymi zestrzeleniami, 5 prawdopodobnymi i 3 uszkodzeniami.

## Ordery i odznaczenia
- Srebrny Krzyż Orderu Wojennego Virtuti Militari (nr 09112) – 11 sierpnia 1941
- Krzyż Walecznych – trzykrotnie
- Medal Lotniczy trzykrotnie
- brytyjski Distinguished Service Order – 17 lutego 1942

## Publikacje
- Rolski T. H.: Uwaga wszystkie samoloty! Instytut Wydawniczy Pax,Warszawa 1974
- Rolski T. H.: 85 dni pod francuskim niebem. Krajowa Agencja Wydawnicza, Warszawa 1975
- Rolski T. H." OD P-XV DO P-51" Wydawnictwo Remedia Bydgoszcz 2015 (premiera w czasie targów lotniczych AIR FAIR 29-30 Maj 2015 rok - WZL Nr 2 Bydgoszcz)